# Étoile-sur-Rhône
 Étoile-sur-Rhône  es una población y comuna francesa, en la región de Ródano-Alpes, departamento de Drôme, en el distrito de Valence y cantón de Portes-lès-Valence.

## Demografía
| 2133 | 2268 | 2559 | 2897 | 3504 | 4054 |
| Para los censos de 1962 a 1999 la población legal corresponde a la población sin duplicidades (Fuente: INSEE [Consultar]) |      |      |      |      |      |